# Drăgănești-Vlașca
Drăgăneşti-Vlaşca é uma comuna romena localizada no distrito de Teleorman, na região de Muntênia. A comuna possui uma área de 103.24 km² e sua população era de 4353 habitantes segundo o censo de 2007.